# Frank Linke-Crawford
Pour les articles homonymes, voir Crawford.
Frank Linke-Crawford (né le 18 août 1893 à Cracovie et mort au combat le 30 juillet 1918 près de Valdobbiadene) est un aviateur militaire austro-hongrois pendant la Première Guerre mondiale.

## Biographie
Sa mère est Britannique et son père Galicien.
Il est le quatrième as de l'armée de l'air austro-hongroise pendant la Première Guerre mondiale, avec 27 victoires homologuées,.

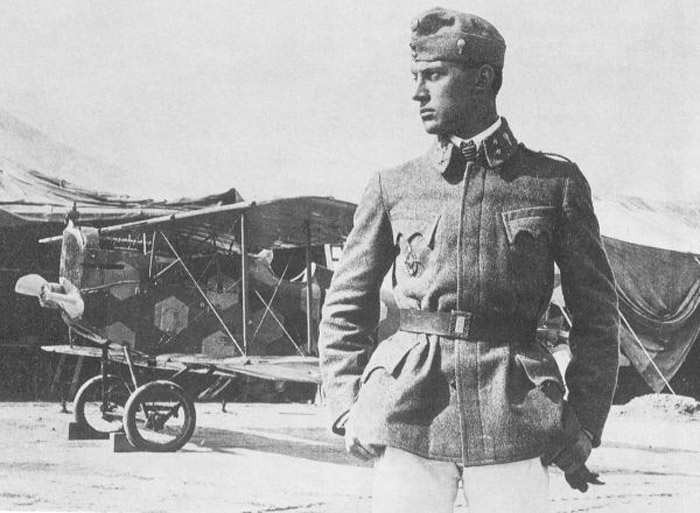
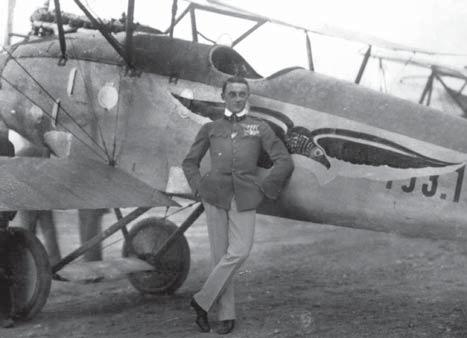
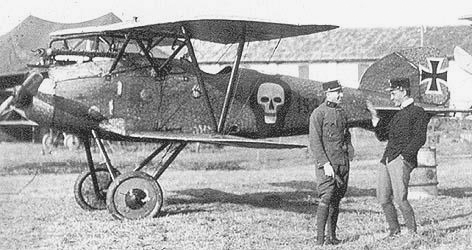
Godwin Brumowski et Frank Linke-Crawford.